# Großmölsen
Großmölsen är en kommun och ort i Landkreis Sömmerda i förbundslandet Thüringen i Tyskland.
Kommunen ingår i förvaltningsgemenskapen Gramme-Vippach tillsammans med kommunerna Alperstedt, Eckstedt, Großrudestedt, Kleinmölsen, Markvippach, Nöda, Ollendorf, Schloßvippach, Sprötau, Udestedt och Vogelsberg.